# Bring Me Your Love
Albums de City and Colour
Live
(2007) The MySpace Transmissions (EP)
(2008)
Bring Me Your Love est le deuxième album de City and Colour, sorti le 12 février 2008. Selon le magazine Billboard, l'album a débuté au #11 du palmarès Top Heatseekers en mars 2008 Les chansons sur cet album sont plus orientées sur le folk avec des harmonicas, basses, batteries et pianos.
L'album a été rendu disponible sur des sites de torrents le 2 février 2008. Le 8 février, l'album complet a été mis en écoute intégrale sur le profil MySpace de City and Colour.
Le clip vidéo du premier simple, « Waiting... » a été dans le Canadian Hot 100 pendant neuf semaines.
En octobre 2008, Dine Alone Records a annoncé une édition limitée de deux disques de Bring Me Your Love qui a été mis en vente le 2 décembre, 2008. Seulement 6 000 copies sont disponibles ; 5 000 pour l'Amérique du Nord et 1 000 pour l'Australie. Au Canada, lors de la mise en pré-vente le 20 novembre, 2008, les fans étaient tellement nombreux à essayer de le pré-commander que le site Web a été mis hors de fonction pour quelques heures.
Gordon Downie, des Tragically Hip fait une apparition sur l'album, en prêtant sa voix au troisième vers du deuxième simple, "Sleeping Sickness" qui a été pendant 9 semaines au Canadian Hot 100. Le vidéo pour "Sleeping Sickness", réalisé par Vincent Morisset de Montréal, est sorti le 27 juin 2008, avec une version interactive et disponible sur le site web de l'artiste,,.
L'album est nommé d'après la nouvelle de Charles Bukowski. C'est aussi une ligne chantée dans la dernière piste de l'album, "As Much As I Ever Could."

## Pistes
Toutes les chansons sont écrites et composées par Dallas Green.
| No  | Titre                                                                     | Durée |
| --- | ------------------------------------------------------------------------- | ----- |
| 1.  | Forgive Me                                                                | 2:08  |
| 2.  | Confessions                                                               | 3:46  |
| 3.  | The Death of Me                                                           | 3:10  |
| 4.  | Body In a Box                                                             | 4:12  |
| 5.  | Sleeping Sickness (Mettant en vedette Gordon Downie)                      | 4:08  |
| 6.  | What Makes a Man?                                                         | 3:26  |
| 7.  | Waiting...                                                                | 4:54  |
| 8.  | Constant Knot                                                             | 4:03  |
| 9.  | Against the Grain                                                         | 3:46  |
| 10. | The Girl                                                                  | 6:00  |
| 11. | Sensible Heart                                                            | 3:21  |
| 12. | As Much as I Ever Could                                                   | 5:25  |
| 13. | I Don't Need to Know (Rough Mix) (Piste bonus en pré-commande sur iTunes) | 2:59  |

## Édition spéciale limitée
Une édition spéciale de deux disques a été mise en vente le 2 décembre 2008. Cette édition est limitée à 5000 copies pour l'Amérique du Nord et à 1000 copies pour l'Australie. Elle comprend une nouvelle couverture, le CD original, un deuxième disque bonus avec 14 versions démo, 2 chansons inédites des sessions studio de BMYL, ainsi qu'une pochette écrite à la main avec des photos des coulisses de la photographe Vanessa Heins. Un emballage comprenant la nouvelle version de l'album et un t-shirt spécial, limité à 100 copies, ont été vendus au Canada. Ces derniers ont tous été vendus en quelques heures.
Toutes les chansons sont écrites et composées par Dallas Green.
| Disque 1 | Disque 1                                             | Disque 1 | Disque 1 | Disque 1 | Disque 1 | Disque 1 | Disque 1 | Disque 1 | Disque 1 |
| No       | Titre                                                | Durée    |          |          |          |          |          |          |          |
| -------- | ---------------------------------------------------- | -------- | -------- | -------- | -------- | -------- | -------- | -------- | -------- |
| 1.       | Forgive Me                                           | 2:08     |          |          |          |          |          |          |          |
| 2.       | Confessions                                          | 3:46     |          |          |          |          |          |          |          |
| 3.       | The Death of Me                                      | 3:10     |          |          |          |          |          |          |          |
| 4.       | Body in a Box                                        | 4:12     |          |          |          |          |          |          |          |
| 5.       | Sleeping Sickness (mettant en vedette Gordon Downie) | 4:08     |          |          |          |          |          |          |          |
| 6.       | What Makes a Man?                                    | 3:26     |          |          |          |          |          |          |          |
| 7.       | Waiting...                                           | 4:54     |          |          |          |          |          |          |          |
| 8.       | Constant Knot                                        | 4:03     |          |          |          |          |          |          |          |
| 9.       | Against the Grain                                    | 3:46     |          |          |          |          |          |          |          |
| 10.      | The Girl                                             | 6:00     |          |          |          |          |          |          |          |
| 11.      | Sensible Heart                                       | 3:21     |          |          |          |          |          |          |          |
| 12.      | As Much As I Ever Could                              | 5:25     |          |          |          |          |          |          |          |
| 13.      | Faithless (Version inédite)                          | 2:34     |          |          |          |          |          |          |          |
| 14.      | I Don't Need to Know (Version inédite)               | 3:00     |          |          |          |          |          |          |          |
| 50:52    |                                                      |          |          |          |          |          |          |          |          |

| Disque 2 | Disque 2                                  | Disque 2 | Disque 2 | Disque 2 | Disque 2 | Disque 2 | Disque 2 | Disque 2 | Disque 2 |
| No       | Titre                                     | Durée    |          |          |          |          |          |          |          |
| -------- | ----------------------------------------- | -------- | -------- | -------- | -------- | -------- | -------- | -------- | -------- |
| 1.       | Forgive Me (Version démo)                 | 2:21     |          |          |          |          |          |          |          |
| 2.       | Confessions (Version démo)                | 4:35     |          |          |          |          |          |          |          |
| 3.       | The Death of Me (Version démo)            | 3:31     |          |          |          |          |          |          |          |
| 4.       | Body in a Box (Version démo)              | 4:39     |          |          |          |          |          |          |          |
| 5.       | Sleeping Sickness (Version démo)          | 4:14     |          |          |          |          |          |          |          |
| 6.       | What Makes a Man? (Version démo)          | 3:36     |          |          |          |          |          |          |          |
| 7.       | Waiting... (Version démo)                 | 4:37     |          |          |          |          |          |          |          |
| 8.       | Constant Knot (Version démo calme)        | 4:38     |          |          |          |          |          |          |          |
| 9.       | Constant Knot (Version démo avec cuivres) | 4:20     |          |          |          |          |          |          |          |
| 10.      | Against the Grain (Version démo)          | 4:46     |          |          |          |          |          |          |          |
| 11.      | Sensible Heart (Version démo)             | 4:19     |          |          |          |          |          |          |          |
| 12.      | As Much as I Ever Could (Version démo)    | 5:04     |          |          |          |          |          |          |          |
| 13.      | Faithless (Démo inédite)                  | 2:47     |          |          |          |          |          |          |          |
| 14.      | I Don't Need to Know (Démo inédite)       | 3:34     |          |          |          |          |          |          |          |
| 56:56    |                                           |          |          |          |          |          |          |          |          |